# Euploea matilica
Euploea matilica är en fjärilsart som beskrevs av Hans Fruhstorfer 1911. Euploea matilica ingår i släktet Euploea och familjen praktfjärilar. Inga underarter finns listade i Catalogue of Life.